# Iddin-Marduk
Iddin-Marduk war ein Geschäftsmann und Unternehmer im 6. Jahrhundert v. Chr. in Babylon. Bei dortigen Ausgrabungen wurde sein umfangreiches Archiv von Rechtsurkunden gefunden, welche seine Geschäfte sowie die seiner Erben belegen. Diese Urkunden belegen zudem die engen Verbindungen zur Familie Egibi, einer der vornehmsten Familien Babylons.